# Brusio
Brusio (lmo. Brüsc, rm. Brüsch, hist. Brüs) – miejscowość i gmina w południowo-wschodniej Szwajcarii, w kantonie Gryzonia, w regionie Bernina, położona w dolinie Val Poschiavo, ok. trzy km od granicy szwajcarsko-włoskiej. Jest najmniejszą pod względem liczby mieszkańców jak i powierzchni gminą w regionie. 

## Demografia
W Brusio mieszka 1 120 osób. W 2020 roku 14,8% populacji gminy stanowiły osoby urodzone poza Szwajcarią. Przeważająca część mieszkańców (92,4%) jest włoskojęzyczna.

## Transport
Przez teren gminy przebiega droga główna nr 29.